# Steve Bassam

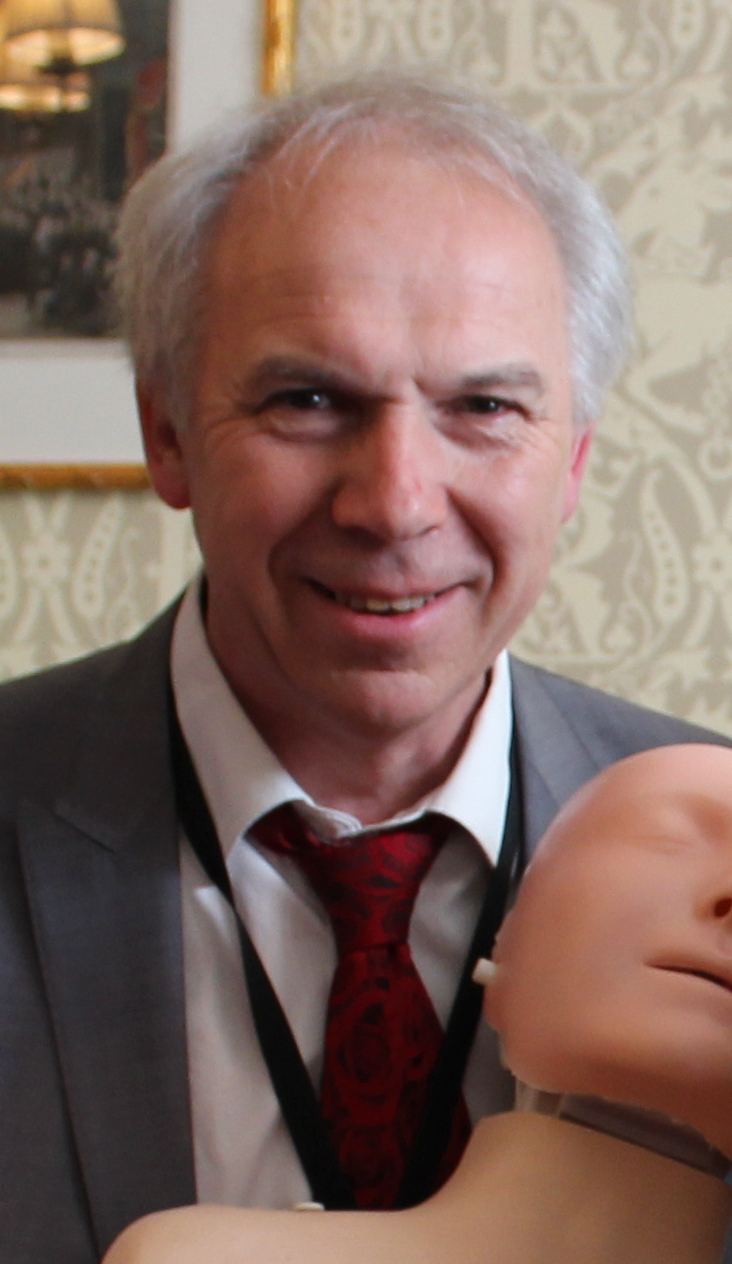
Steve Bassam, Baron Bassam of Brighton, 2012

John Steven „Steve“ Bassam, Baron Bassam of Brighton (* 11. Juni 1953) ist ein britischer Politiker (Labour Party und Co-operative Party) und Life Peer.

## Biografie
Bassam studierte an der University of Sussex und der University of Kent und schloss sein Studium mit einem Master in Sozialarbeit ab. Er war dann als Sozialarbeiter des
London Borough of Camden tätig. Später übernahm er andere Aufgaben in der Kommunalverwaltung und leitete von 1988 bis 1997 die Abteilungen für Umweltmedizin und Verbraucherangelegenheiten der Association of Metropolitan Authorities und später der Local Government Association.
Während seiner ersten Jahre in Brighton war Bassam Hausbesetzer und gründete die Squatters Union, die sich für das Recht, leerstehende Wohnungen und Häuser zu besetzen und eine Verbesserung der Lebensbedingungen von Hausbesetzern einsetzte.
Bassam engagierte sich zunehmend in der Kommunalpolitik, wurde 1983 Ratsmitglied in Brighton, von 1986 bis 1997 Ratsvorsitzender und von 1996 bis 1999 Vorsitzender des Rats von Brighton and Hove. Er trat bei der Unterhauswahl 1987 für den Wahlkreis Brighton Kemptown gegen den Kandidaten der Conservative Party, Andrew Bowden an, wurde jedoch nicht gewählt.
1997 wurde Bassam als Baron Bassam of Brighton, of Brighton in the County of East Sussex, zum Life Peer erhoben und ist seither Mitglied des House of Lords. Er war dort Whip der Labour-Regierungen unter Tony Blair und Gordon Brown und Sprecher des Cabinet Office und des Home Office. Zwischen 5. Oktober 2008 und 13. Mai 2010 war er Captain of the Honourable Corps of Gentlemen-at-Arms und damit Chief-Whip der Regierung, später der Opposition im Oberhaus.
Bassam und seine Partnerin Jill Whittaker haben zwei Töchter und einen Sohn (ein weiterer starb im Kindesalter).